# Protitanops
Protitanops es un género extinto de los brontoterios que vivieron en el Eoceno, en Norteamérica, más específicamente en el oeste de Estados Unidos, especialmente en el valle de la Muerte, California, donde se han encontrado los mejores especímenes. Tenían un gran parecido con el Brontops por la forma de sus cuernos. Sin embargo, la posición de los cuernos difería en Protitanops, que apuntaban arriba, y no adelante, como el Brontops. Medían dos metros de altura.
Solo se conoce una especie, Protitanops curryi.